# Cleistes vargasii
Cleistes vargasii är en orkidéart som först beskrevs av Charles Schweinfurth, och fick sitt nu gällande namn av Medley. Cleistes vargasii ingår i släktet Cleistes, och familjen orkidéer.
Artens utbredningsområde är Peru. Inga underarter finns listade i Catalogue of Life.